# Русофільство

Прапор Російської Федерації

Русофі́льство (москвофі́льство; проросійськість; іноді росіянофі́льство — буквально «любов до Росії»; рос. русофильство) — захоплення, повага та прихильність до Росії (включаючи періоди РФ, Радянського Союзу, Російської імперії, Московського царства, ВКМ), а також росіян, російської історії та російської культури.  Термін може використовуватися в культурному, політичному або лінгвістичному контексті. Антонім і протилежність русофільству — русофобія.

## Русофільство в Європі

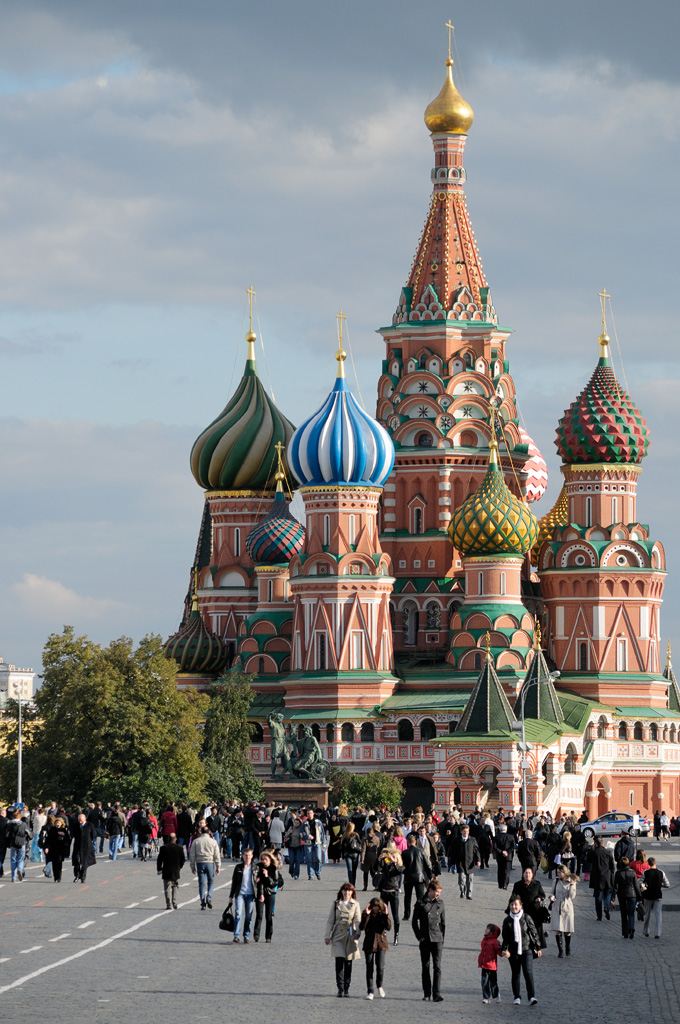
Собор Василія Блаженного на Червоній площі в Москві

Американський письменник Роберт Александер писав: «Я люблю росіян за їх драматичну, емоційну натуру. Вони не бояться любити, не бояться постраждати, не бояться перебільшувати чи діяти імпульсивно».
У жовтні 2004 року Міжнародна організація Ґеллапа оприлюднила результати свого опитування, згідно з якими близько 20 % жителів Західної Європи ставляться до Росії позитивно, причому найпозитивніше — Ісландія, Німеччина, Греція та Сполучене Королівство. Відсоток респондентів, які висловили позитивне ставлення до Росії, склав 9 % у Фінляндії, Туреччині та Японії, 38 % у Литві, 36 % у Латвії та 34 % в Естонії. В Естонії і особливо в Латвії є велика кількість етнічних росіян, що, ймовірно, вплинуло на результат.

### Русофільство в Сербії
Росія надзвичайно популярна в Сербії, і серби завжди традиційно вважали Росію близьким союзником через спільну слов'янську спадщину і культуру, а також православну віру. У Сербії та Чорногорії, обидві нації яких переважно східні православні, віра, яку висловлювала переважна більшість росіян, не було радянського впливу, і росіяни завжди вважалися дружнім братнім народом, їхнім першим союзником на міжнародній арені. І в Сербії, і в Чорногорії є квартали, вулиці, будівлі та статуї, названі на честь чогось російського. У Сербії є Російський центр науки і культури та готель Москва.

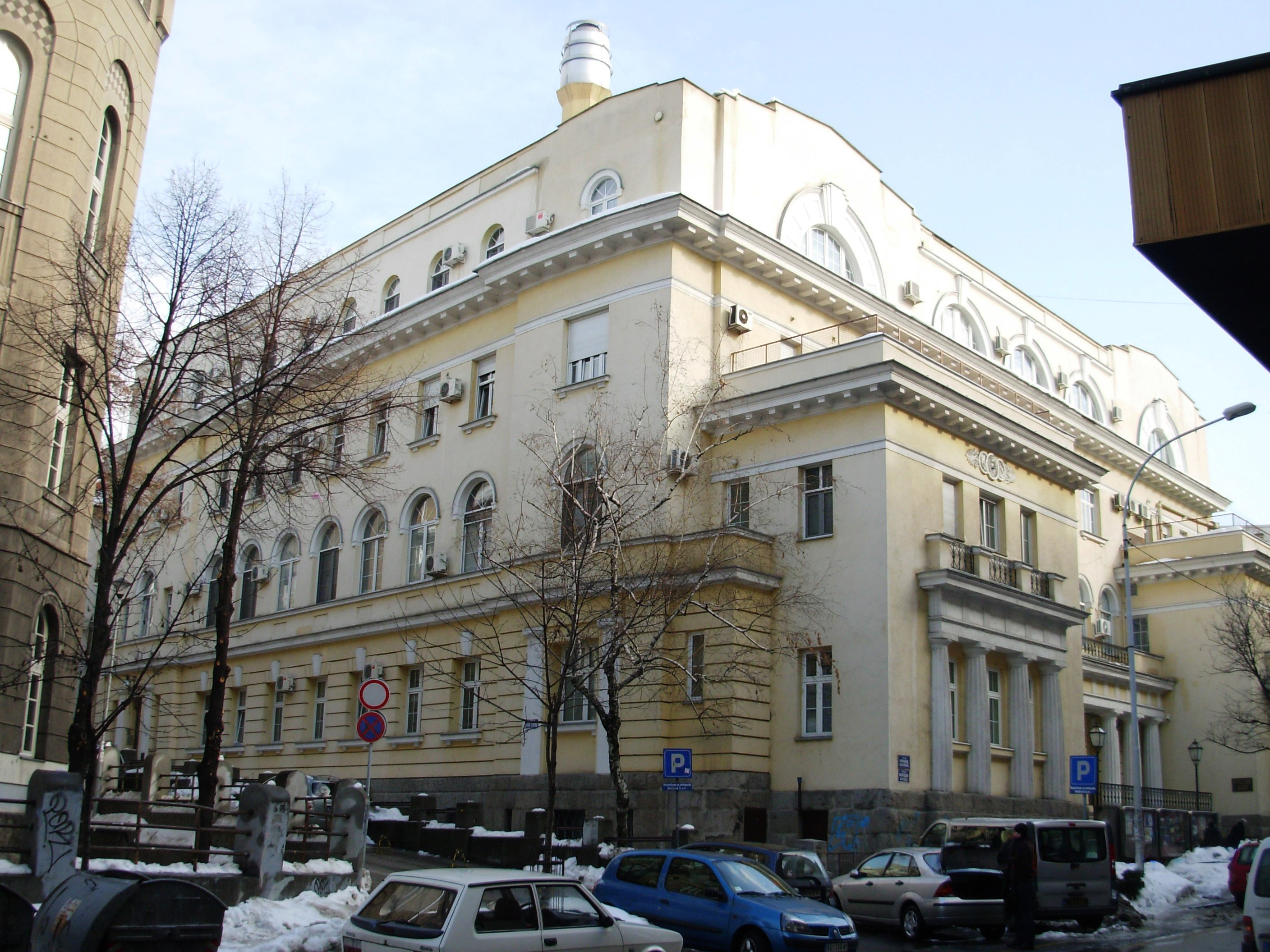
Російський центр науки і культури (Белґрад)
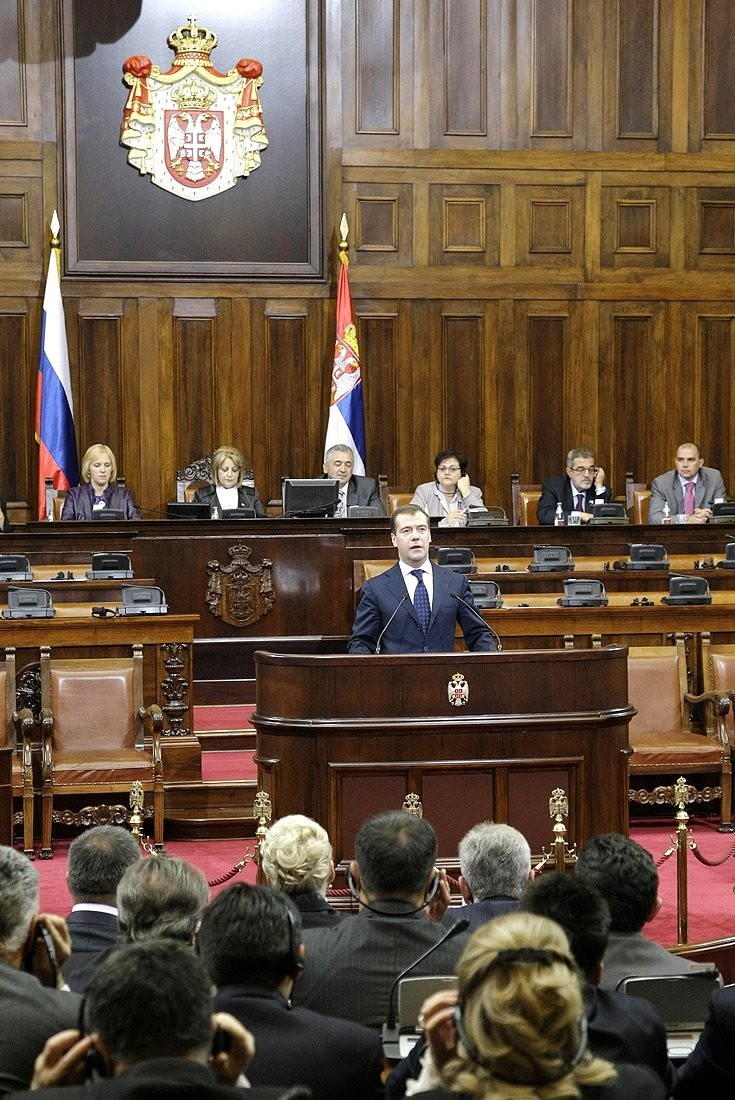
Дмитро Медведєв на Народних зборах Сербії
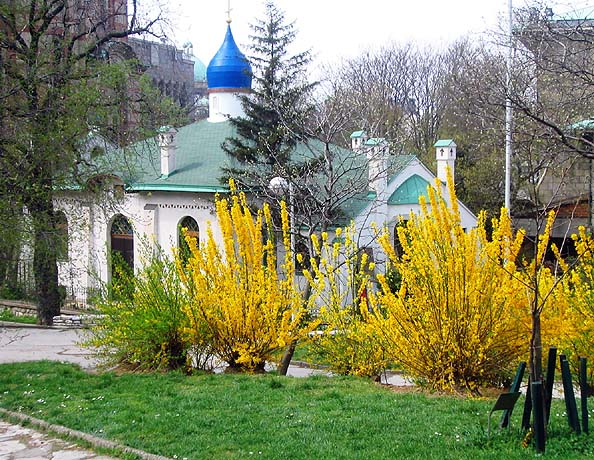
Російська православна церква в парку Ташмайдан, Белґрад
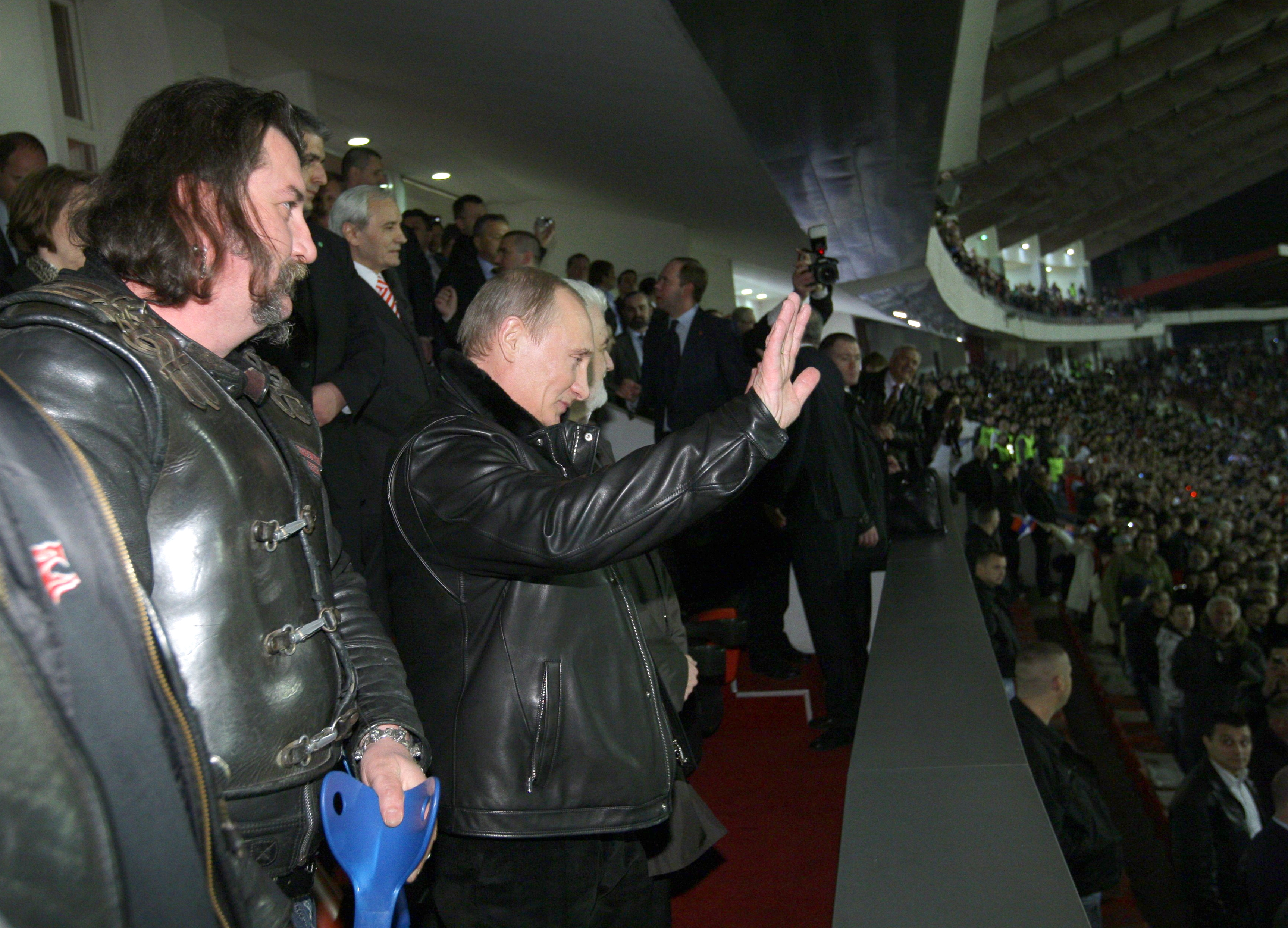
Володимир Путін на белґрадському стадіоні «Црвена Зірка» в березні 2011 року
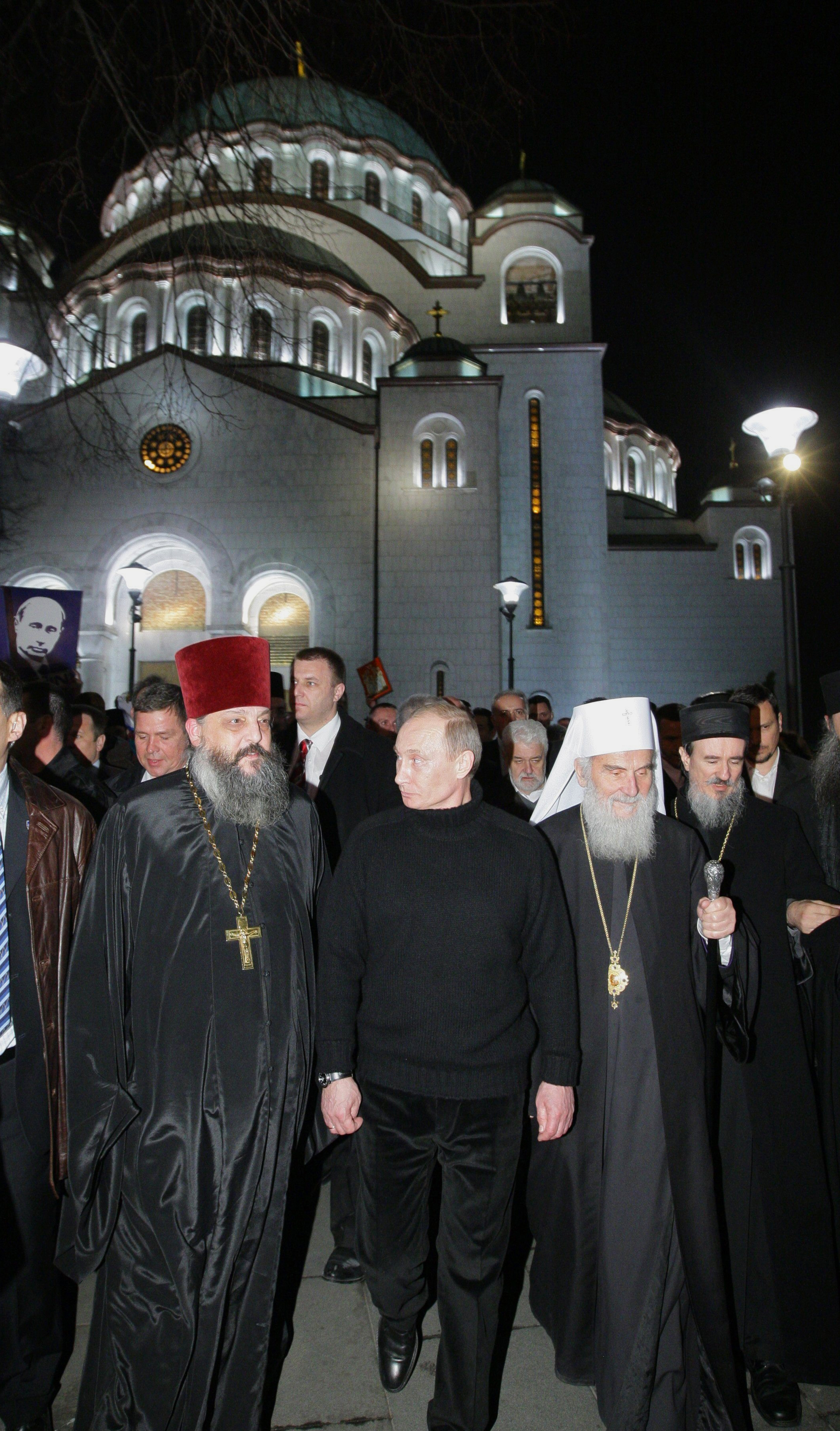
Володимир Путін перед собором Святого Сави

### Русофільство в Чорногорії
Чорногорія також є східно-православною та слов'янською країною. У Подгориці є Московський міст, а біля мосту — статуя російського співака й актора Володимира Висоцького.

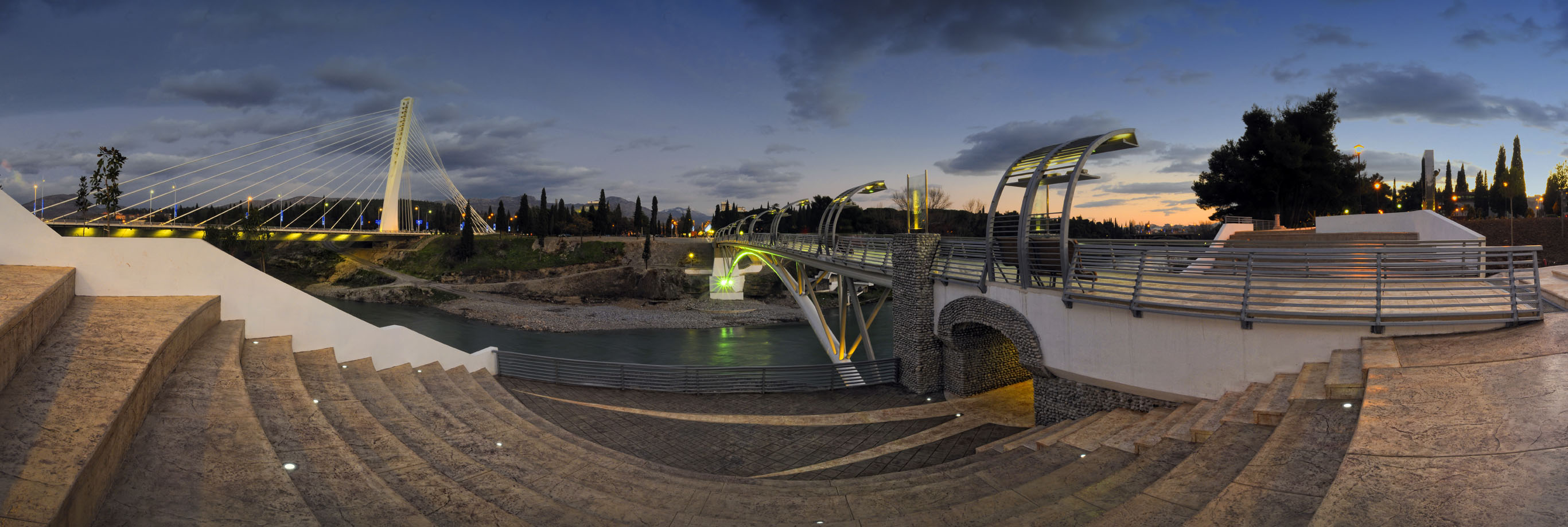
Московський міст, Подгориця

### Русофільство в Україні

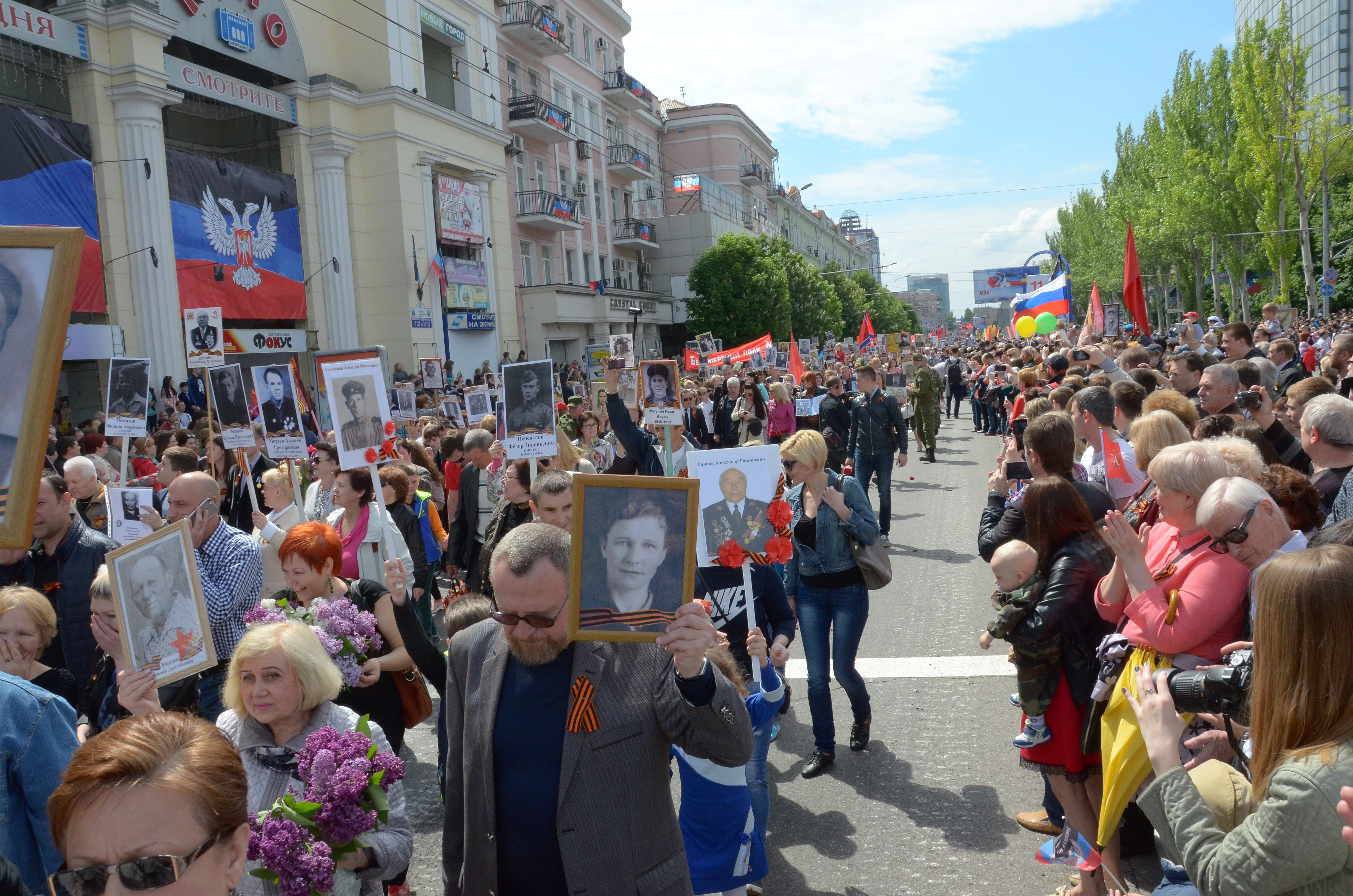
Акція "Безсмертний полк" в Донецьку, 2016 рік

Після відновлення Україною незалежності в 1991 році російськомовний народ, переважно на сході та півдні країни, проголосували за більш москвофільську позицію уряду, починаючи від тіснішого економічного партнерства до повного національного союзу. Росія та Україна мали особливо тісні економічні зв'язки, тоді як русофільська політична партія Партія регіонів стала найбільшою партією у Верховній Раді України у 2006 році. Вона залишалася домінуючою силою в українській політиці до Євромайдану (2013—2014) та Революції Гідности 2014 року. Після початку російсько-української війни в 2014 році загальне ставлення українців до Росії та росіян стало набагато негативним, більшість українців виступають за членство в НАТО та Європейському Союзі.
Опитування 2021 року показало, що добре до росіян ставляться 41 % відсотків жителів України (негативно 42 %), тоді як загалом позитивно до України ставляться 54 % росіян, як показало недавнє опитування жителів країни. Станом на 2021 рік в Україні існували такі русофільські партії як Опозиційна платформа за життя, Опозиційний блок, Наш край, Наші та партія Шарія (станом на сьогодні більшість з них є забороненими на території України). 
Після початку повномасштабного вторгнення Росії в Україну в лютому 2022 року відношення до росіян серед українців значно погіршилося. Опитування соціологічної групи "Рейтинг" показало, що станом на серпень 2022 року 81% українців негативно ставляться до росіян (у квітні 2022 року таких було – 69%), 14% – нейтрально, лише 3% – позитивно.